# Abisso di Hranice
L'abisso di Hranice (in ceco: Hranická propast), chiamato anche Macůška, è un pozzo naturale creato da una dolina carsica, situato sulla riva destra del fiume Bečva nella riserva naturale nazionale Hůrka u Hranic, nel comune di Hranice, nel distretto di Přerov della Repubblica Ceca. La profondità dell'abisso è di 69,5 m nella parte asciutta, mentre il lago sottostante è stato esplorato fino alla profondità di -404 m, il che la rende la grotta allagata più profonda del mondo.
L'accesso all'abisso di Hranice avviene seguendo le indicazioni turistiche poste nell'edificio della stazione ferroviaria di Teplice nad Bečvou. L'abisso stesso è circondato da una recinzione per proteggere i turisti da cadute accidentali.
Secondo la leggenda, durante la notte il grande sovrano moravo Mojmír II sarebbe saltato nell'abisso col suo cavallo affinché i suoi inseguitori facessero lo stesso.

## Descrizione

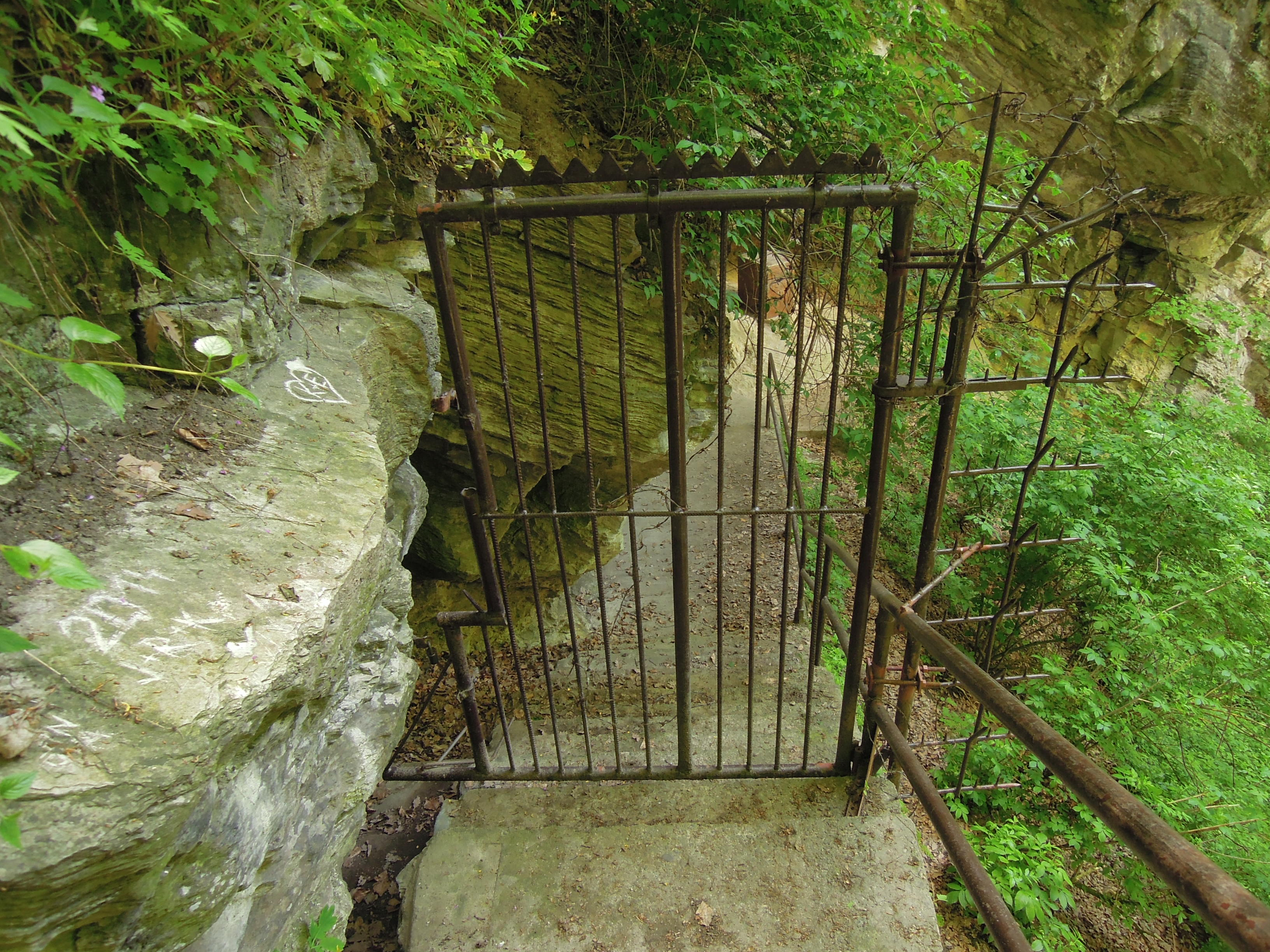
La parte inferiore dell'abisso e il lago Hranice sono inaccessibili al pubblico

L'abisso di Hrenice si trova vicino alle Grotte di aragonite di Zbrašov, le quali sono accessibili al pubblico.
La profondità totale ed esatta dell'abisso (almeno 473,5 m finora) è sconosciuta, poiché la sua parte inferiore è allagata dallo stagno Hranický.
L'abisso ha una forma ellittica ed è dislocato nella direzione sudest-nordovest; la sua lunghezza nel punto più lungo è di circa 110 metri e la larghezza nel punto più largo è di circa 50 metri. Per la maggior parte dei visitatori, l'indicazione più interessante è la profondità dell'abisso, compresa la parte allagata, ma in realtà la grotta è costituita da un sistema carsico relativamente robusto. Fenomeni carsici (ad esempio doline) possono essere osservati anche in prossimità dell'abisso. Alla profondità di 48 metri sotto la superficie del lago, dopo aver attraversato il sifone Zubatice, si sale alle grotte asciutte (Rotonda, Paradiso I-III, Monica). Queste grotte asciutte sono costantemente monitorate, comprese le misurazioni della temperatura dell'acqua e dell'aria. Inoltre, la grotta rotonda è nota come un luogo di nidificazione per i pipistrelli che vi penetrano attraverso una botola molto stretta dalla zona di Jezírka. Devono superare circa 7 metri di massiccio roccioso. La presenza di pipistrelli viene monitorata ed esaminata da esperti dell'Istituto di biologia dell'Accademia delle scienze della Repubblica ceca.
Nel laghetto carsico sul fondo della parte asciutta del pozzo c'è un ingresso alla grotta sottomarina situata a 245,5 m s.l.m., la quale è riempita con acqua minerale fortemente satura e debole, ma con una concentrazione di acido carbonico così elevata da provocare ustioni cutanee. Uno strato di 0,5-1,5 metri di anidride carbonica velenosa[2] è presente anche nelle altre grotte subacquee, il cui accesso si trova sotto la superficie dell'acqua.

## Profondità

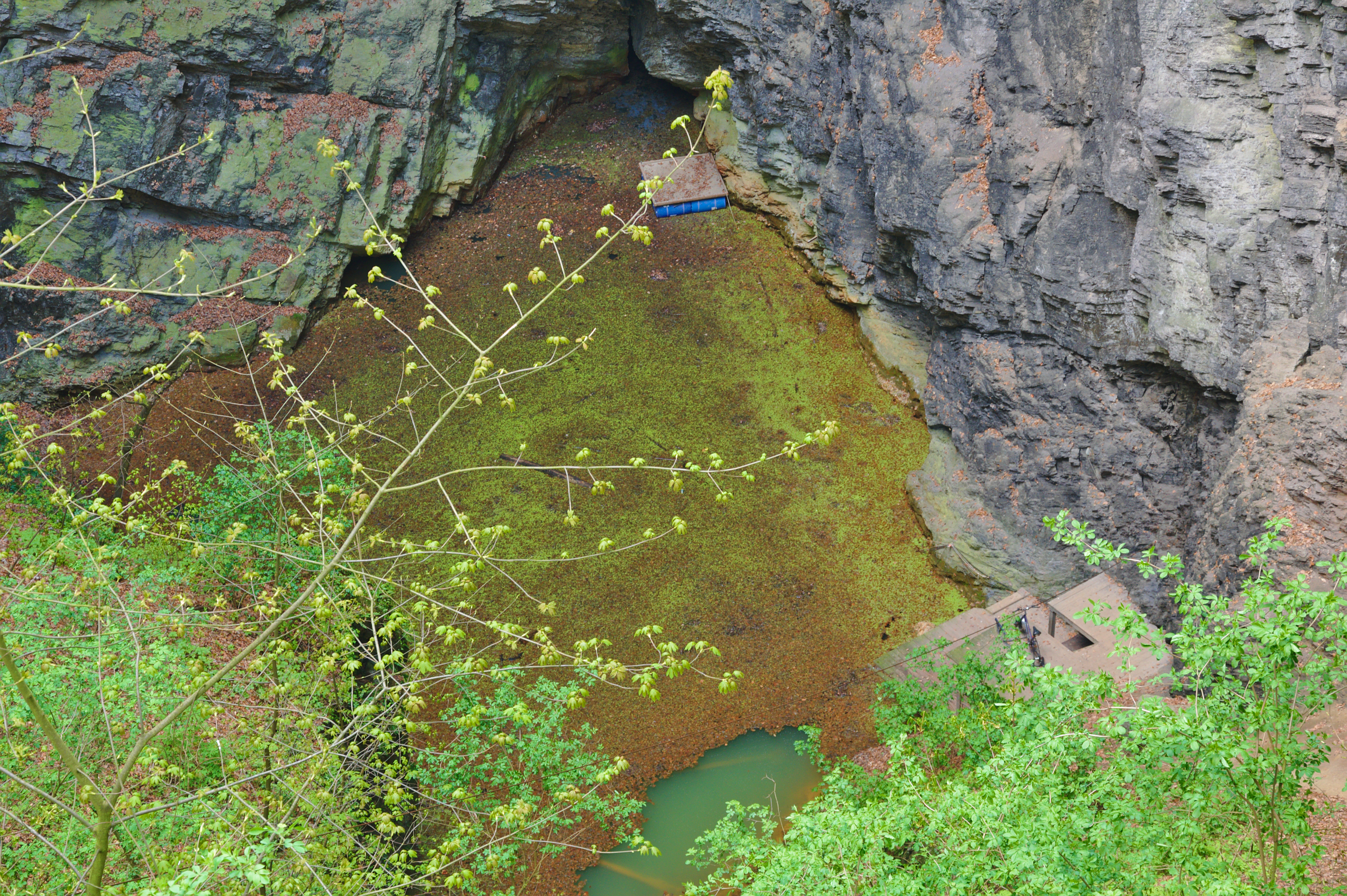
Stagno nella parte inferiore dell'abisso

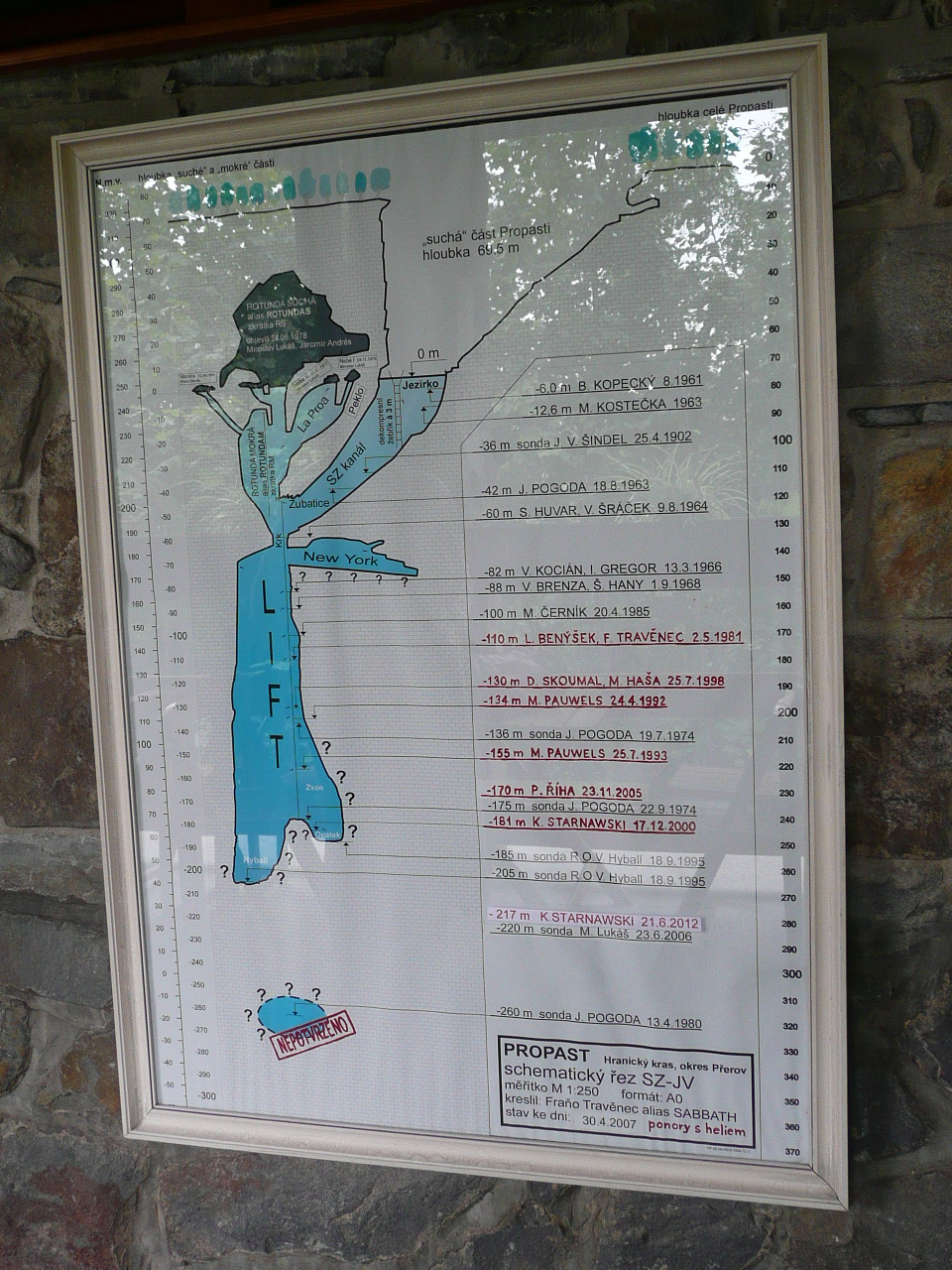
Mappa della grotta (aggiornata al 2007)

La profondità della parte asciutta dell'abisso è di 69,5 m. In fondo è presente un lago.
I primi tentativi di immersione sono stati descritti nel 1580 da Thomas Jordan di Klausenburg (attuale Cluj Napoca) nel suo primo libro in lingua ceca Kníha O Wodách Hojitedlných neb Teplicech moravských. Il primo rilievo cartografico fu effettuato nel 1627 da Johann Amos Comenius sulla sua mappa della Moravia. Nel 1883 il pozzo naturale divenne la scena di un crimine quando il truffatore e serial killer Hugo Schenk stuprò la sua sposa Josefine Timal con un complice durante la luna di miele e poi la gettò nell'abisso.
Un'indagine più precisa fu avviata dall'insegnante Josef Šindel, che il 25 aprile 1902 lanciò da una barca un peso di due chilogrammi, che toccò uno sperone a 36 m, e misurò 69,5 m sopra la linea di galleggiamento: pertanto per molti decenni la misura complessiva di 105,5 m fu considerata quella ufficiale. Nel 1963 un gruppo di tre subacquei riuscì a raggiungere i 42 metri di profondità e, non vedendo alcun fondale, invalidarono le misure di Šindel.
Jiří Pogoda afferma che il 13 aprile 1980, durante un'immersione solitaria, lanciò una sonda di costruzione speciale (aliante) da Zubatice a una profondità totale di 260   metri senza raggiungere il fondo. Tuttavia, i suoi dati di misurazione sono incompleti e sono considerati inaffidabili perché non sono stati ulteriormente verificati. Dal punto di vista delle conoscenze odierne, le misurazioni di Pogoda sono in linea con la realtà, ma a causa della mancanza di chiarezza a una profondità di 205 metri, dovrebbe essere un'enorme coincidenza lasciare che la sua sonda cada sotto e soprattutto per tirarla indietro attraverso un cumulo di tronchi, rami e altri ostacoli del terreno.
Sotto la superficie acquea, l'abisso è stato mappato a una profondità di -170  m da Pavel Říha nel 2005, successivamente all'immersione a -181 m di Starnawski (2000), il quale il 21 giugno 2012 è arrivato a una profondità di -217 m con una squadra di sei sub cechi e polacchi. La ricerca è stata condotta utilizzando il robot Hyball e il robot HBZS Ostrava. Il robot (ROV) Hyball era arrivato a una profondità di -205 m già nel 1995. Il fondo non è stato raggiunto perché, secondo un altro sondaggio, è stata trovata una configurazione del terreno che ha reso impossibile per il robot procedere.
La profondità dell'abisso è stata misurata il 1º ottobre 2012 da Krzysztof Starnawski, che immergendosi fino a -217 metri ha lanciato il suo robot fino ad una profondità di -373 m. Lo speleosub polacco scese quindi a una profondità di -225 metri, che fu all'epoca la massima profondità raggiunta dal sub in questo sito. Il 12 ottobre 2014, lo stesso Starnawski ha nuovamente misurato una nuova profondità massima della parte allagata dell'Abisso di Hranice fino a -384 metri. Il 27 settembre 2016, il GRP prodotto da GRALmarine ha raggiunto una profondità di -404 metri senza raggiungere il fondo. La profondità del pozzo di Hranice ha superato il primato del Pozzo del Merro in Italia, che fino ad allora era registrato come la grotta allagata più profonda del mondo con una profondità massima misurata di 392 metri.
La profondità totale (asciutta e bagnata) confermata è finora di 473,5 m (69,5 + 404). Tuttavia, a tale riguardo è ancora necessario effettuare numerosi calcoli. Oggi i geologi stimano che potrebbe raggiungere una profondità compresa tra 800 e 1200   m, come evidenziato dalla temperatura e dalla composizione chimica dell'acqua del lago.